# William J. Craddock
William J. Craddock (16. července 1946 Los Gatos – 16. března 2004 Santa Cruz) byl americký romanopisec. V letech 1966 až 1967 byl redaktorem undergroundových novin The Mobius Strip a rovněž přispíval sloupkem do Los Gatos Times-Observer. Od sedmdesátých let žil v Santa Cruz, kde mj. přispíval do týdeníku Good Times. Svůj první román Be Not Content: A Subterranean Journal, ve kterém popisuje své zkušenosti s drogami, vydal v roce 1970. Úryvek z něj, pod názvem „Starej kámoš Cagey Cage“, vyšel v češtině v antologii Zdi iluzí (nakladatelství Motýl, 1998). Craddockův druhý román vyšel v roce 1972 pod názvem Twilight Candelabra.